# Greg Laswell
Greg Laswell (* 26. April 1974 in Long Beach, Kalifornien) ist ein US-amerikanischer Musiker, Tonmeister und Produzent.

## Leben
Er zog nach San Diego und besuchte ab 1993 die Point Loma Nazarene University. Ab 1998 war Laswell Frontmann der Band Shillglen. Mitglieder der Band waren Tschad Lansford (Backing Vocals und Gitarre), Justin Skeesuck (Gitarre), Michael de Neve (Bass), Marcel de Neve (Schlagzeug) und Matt Mintz (Lead-Gitarre). Die Band veröffentlichte Ende 1999 ein Album  Sometimes I Feel und hatte mäßigen Erfolg. Laswell veröffentlichte sein erstes Solo-Album „Good Movie“ im Jahr 2003. Danach wechselte Laswell zu Vanguard Records und veröffentlichte sein zweites Studioalbum „Through Toledo“ im Juli 2006. Das Album wurde während Laswells Scheidung von seiner ersten Frau geschrieben.
Einige Songs aus dem Album, darunter „Comes and Goes (In Waves)“, „How the Day Sounds“ und „And Then You“, wurden in der Fernsehserie Grey’s Anatomy verwendet. Laswells Single „Off I Go“ wurde für das Finale der 5. Staffel von Grey’s Anatomy geschrieben.
Laswell war von 2011 bis 2015 mit der amerikanischen Sängerin und Songwriterin Ingrid Michaelson verheiratet.
Laswell hat bisher sechs Studioalben sowie mehrere EPs und Singles veröffentlicht. Songs von Laswell wurden in Filmen und TV-Shows verwendet.

## Diskografie

### Alben
- 2003: Good Movie
- 2006: Through Toledo
- 2008: Three Flights from Alto Nido
- 2010: Take a Bow
- 2012: Landline
- 2014: I Was Going to Be An Astronaut
- 2016: Everyone Thinks I Dodged A Bullet

### EPs
- 2006: Dead Air
- 2008: How the Day Sounds
- 2009: Covers

## Auszeichnungen
- 2004: San Diego Music Awards in der Kategorie „Beste lokale Aufnahme“[2]
- 2007: San Diego Music Awards in der Kategorie „Song des Jahres“